# Sophronica nigritula
Sophronica nigritula är en skalbaggsart som beskrevs av Stefan von Breuning 1940. Sophronica nigritula ingår i släktet Sophronica och familjen långhorningar.
Artens utbredningsområde är Kenya. Inga underarter finns listade i Catalogue of Life.